# NGC 1193
NGC 1193 est un amas ouvert situé dans la constellation de Persée. Il a été découvert par l'astronome germano-britannique William Herschel en 1786.
NGC 1193 est situé approximativement à environ 4 300 pc (∼14 000 al) du système solaire, et les dernières estimations donnent un âge de 7,9 milliards d'années. 
Le diamètre apparent de l'amas est de 3 minutes d'arc, ce qui, compte tenu de la distance, donne un diamètre réel de 12 années-lumière environ.
Selon la classification des amas ouverts de Robert Trumpler, M34 renferme entre 50 et 100 étoiles (lettre m) dont la concentration est moyenne (II) et dont les magnitudes se répartissent sur un grand intervalle (le chiffre 3).